# Port lotniczy Lanseria
Port lotniczy Lanseria (IATA: HLA, ICAO: FALA) – międzynarodowy port lotniczy położony na północny zachód od Johannesburga, w prowincji Gauteng. Jest jednym z największych portów lotniczych w Republice Południowej Afryki.
Na terenie lotniska swoją główna siedzibę mają linie lotnicze National Airways. 

## Historia
Lotnisko powstało w 1972 roku na skutek pomysłu dwóch pilotów z Pretorii: Fanie Haacke'a i Abe Sher'a. Lotnisko posiadało pierwotnie trawiasty pas startowy. Teren został zakupiony przez Krugersdorp i gminy Roodepoort wraz z Transvaal Peri-Urban Board, a wydzierżawiono firmie Lanseria Management Company na 99 lat począwszy od 1972 roku. Port lotniczy został oficjalnie otwarty 16 sierpnia 1974 roku przez ówczesnego ministra transportu Hannesa Rall. Kiedy w 1990 roku Nelson Mandela został wypuszczony z więzienia, lądował właśnie na tym lotnisku.

## Linie lotnicze i połączenia
| Linia Lotnicza | Kierunek              |
| -------------- | --------------------- |
| FlySafair      | 1. Kapsztad 2. Durban |

## Galeria

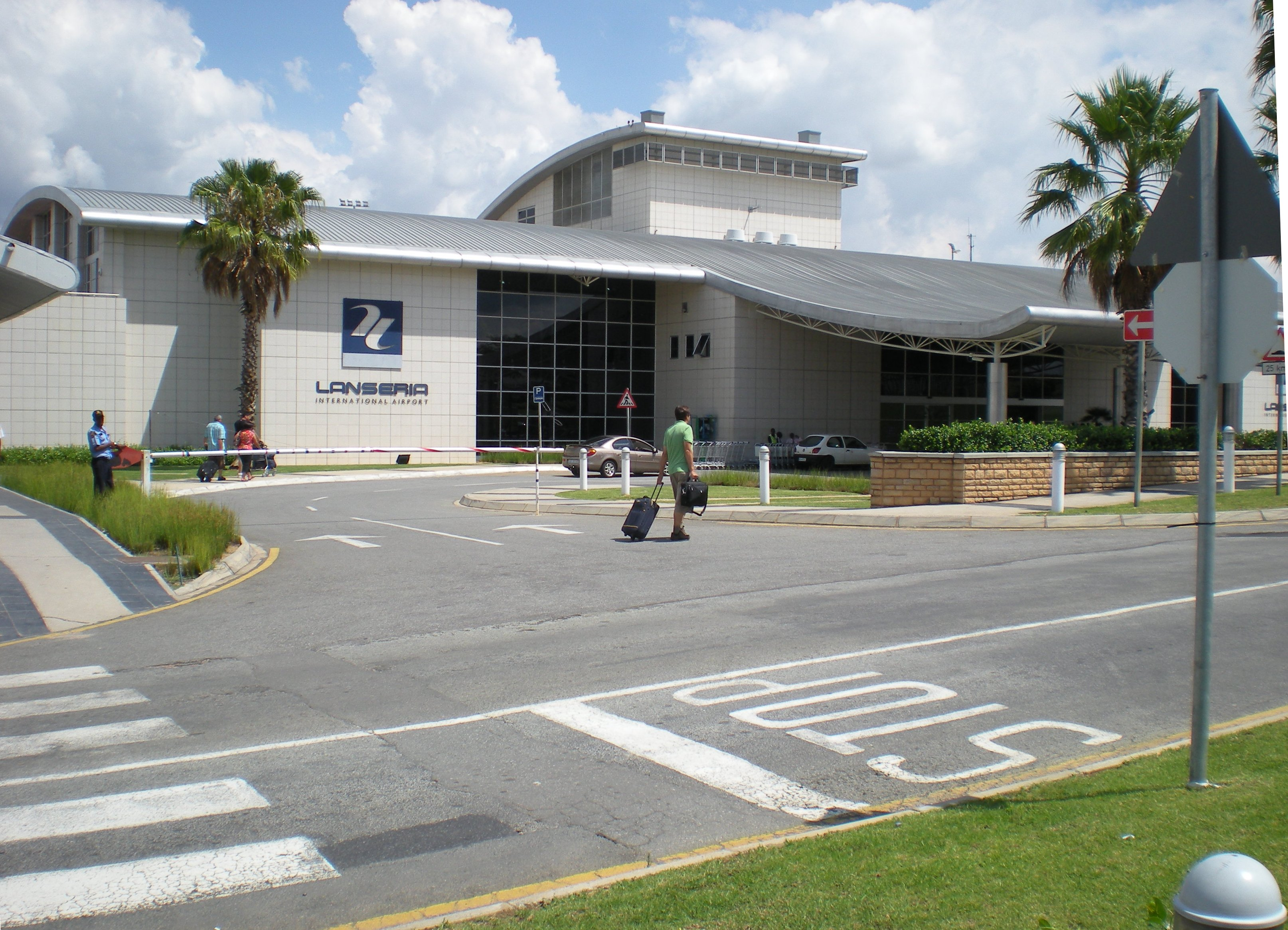
Główny terminal lotniska
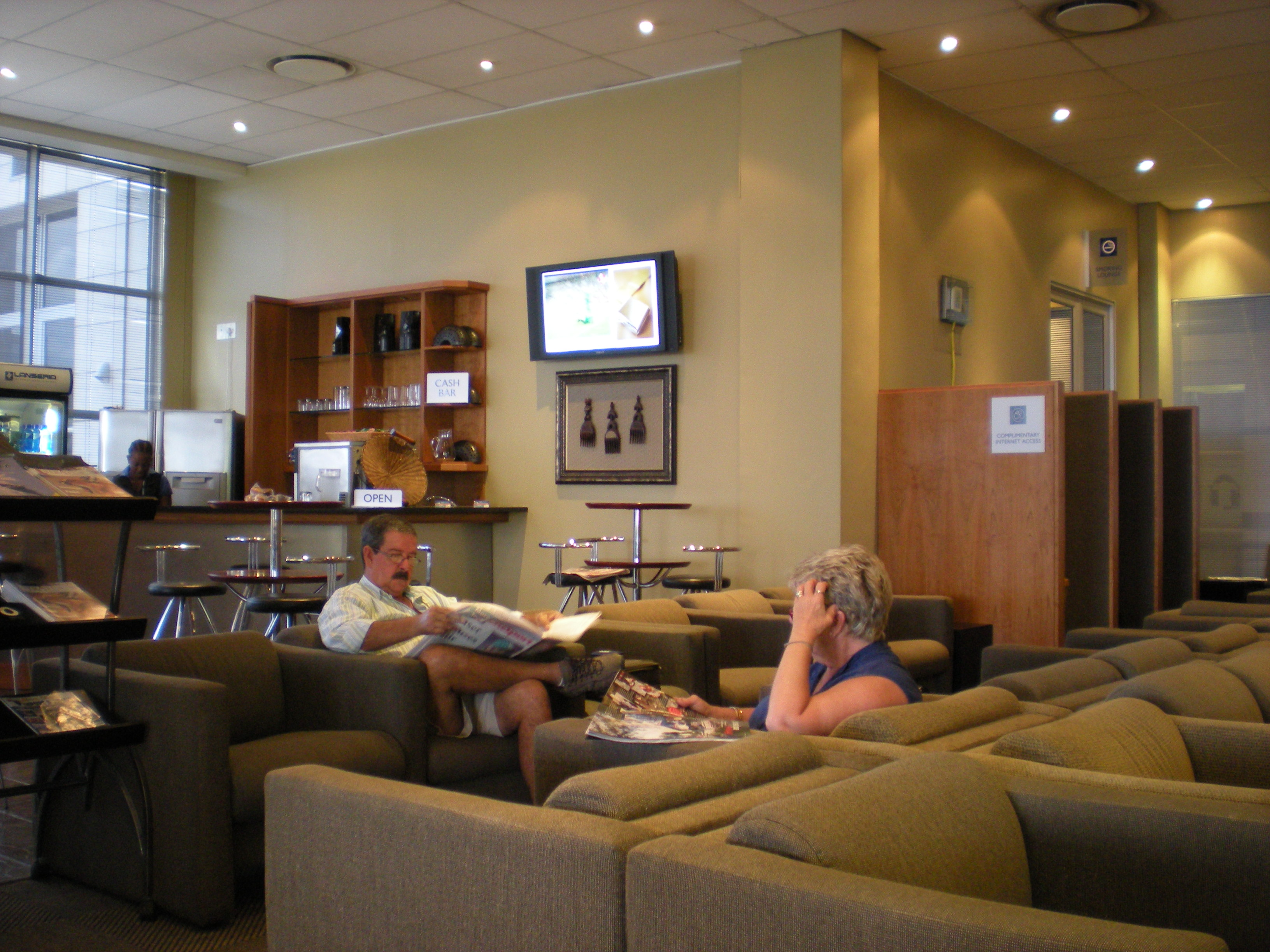
Hala odlotów
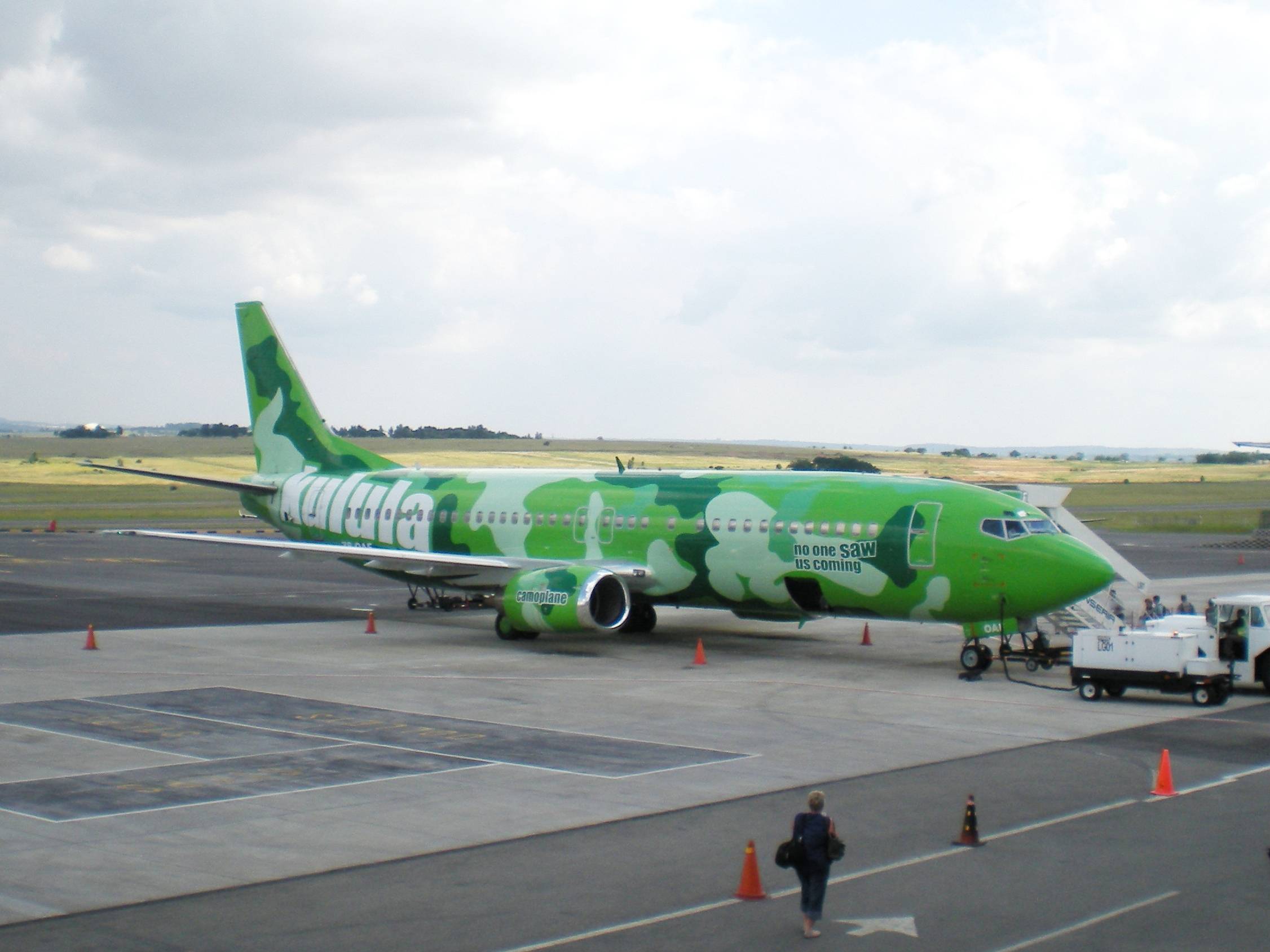
Samolot linii Kulula na płycie postojowej lotniska